# Emirat
Un emirat este un teritoriu politic care este condus de un monarh musulman numit emir.